# 1249
Il 1249 (MCCXLIX in numeri romani) è un anno  del XIII secolo.

## Eventi
- In Inghilterra viene fondato lo University College di Oxford (ma la data è controversa, alcune fonti collocano la fondazione al 1280).
- 26 maggio: Enzo di Svevia, re di Torres, viene sconfitto a Fossalta dalle armate guelfe bolognesi.

## Nati
- 9 luglio - Kameyama, imperatore giapponese († 1305)
- 26 dicembre - Edmondo Plantageneto, II conte di Cornovaglia, principe britannico
- Alda di Siena, mistica e infermiera italiana († 1309)
- Costanza II di Sicilia, regina († 1302)
- Enrico de Lacy, III conte di Lincoln, nobile francese († 1311)
- Eric V di Danimarca, re danese († 1286)
- Federico I di Baden-Baden, nobile tedesco († 1268)
- Giovanni I di Sassonia-Lauenburg, duca († 1285)
- Richard Middleton, teologo inglese († 1302)
- Roberto III di Fiandra, conte († 1322)
- Saru Batu Savci Bey, nobile ottomano († 1286)

## Morti
- 15 gennaio - Arcimbaldo IX di Borbone, nobile
- 18 gennaio - Ludovico di Ravensberg, nobile tedesco
- 28 febbraio - Principe Dōjonyūdō, poeta giapponese (n. 1196)
- 9 marzo - Sigfrido III di Eppstein, arcivescovo cattolico tedesco
- 27 marzo - Ottone III d'Olanda, vescovo cattolico tedesco
- 10 aprile - Odemaro Buzio, vescovo cattolico italiano
- 16 aprile - Contardo d'Este, cavaliere medievale italiano (n. 1216)
- 26 maggio - Riccardo di Teate
- 5 giugno - Ugo X di Lusignano, conte
- 28 giugno - Adolfo I, conte di Mark, nobile tedesco
- 1º luglio - Ferdinando d'Aragona, principe (n. 1190)
- 6 luglio - Alessandro II di Scozia, re scozzese (n. 1198)
- 15 luglio - Heinrich von Hohenlohe, nobile tedesco
- 19 luglio - Jacopo Tiepolo, mercante, politico e diplomatico italiano
- 27 settembre - Raimondo VII di Tolosa, conte (n. 1197)
- 9 ottobre - Pierre Charlot, vescovo cattolico francese
- 16 ottobre - Giovanni Bono, religioso italiano (n. 1168)
- 22 novembre - Al-Salih Ayyub, sultano curdo (n. 1205)
- Abu Zakariyya Yahya, sultano (n. 1203)
- Bonacolso dei Bonacolsi, religioso italiano
- Michail di Vladimir, nobile russo (n. 1229)
- Pier della Vigna, politico, funzionario e letterato italiano
- Song Ci, medico, magistrato e scienziato cinese (n. 1186)
- Guglielmo d'Alvernia, teologo francese (n. 1180)
- Stefania di Barbaron, nobile armena

## Calendario
| Calendario 1249 | Calendario 1249 | Calendario 1249 | Calendario 1249 | Calendario 1249 | Calendario 1249 | Calendario 1249 | Calendario 1249 | Calendario 1249 | Calendario 1249 | Calendario 1249 | Calendario 1249 | Calendario 1249 | Calendario 1249 | Calendario 1249 | Calendario 1249 | Calendario 1249 | Calendario 1249 | Calendario 1249 | Calendario 1249 | Calendario 1249 | Calendario 1249 | Calendario 1249 | Calendario 1249 | Calendario 1249 | Calendario 1249 | Calendario 1249 | Calendario 1249 | Calendario 1249 | Calendario 1249 | Calendario 1249 | Calendario 1249 | Calendario 1249 |
| --------------- | --------------- | --------------- | --------------- | --------------- | --------------- | --------------- | --------------- | --------------- | --------------- | --------------- | --------------- | --------------- | --------------- | --------------- | --------------- | --------------- | --------------- | --------------- | --------------- | --------------- | --------------- | --------------- | --------------- | --------------- | --------------- | --------------- | --------------- | --------------- | --------------- | --------------- | --------------- | --------------- |
|                 | 1               | 2               | 3               | 4               | 5               | 6               | 7               | 8               | 9               | 10              | 11              | 12              | 13              | 14              | 15              | 16              | 17              | 18              | 19              | 20              | 21              | 22              | 23              | 24              | 25              | 26              | 27              | 28              | 29              | 30              | 31              |                 |
| Gennaio         | Ve              | Sa              | Do              | Lu              | Ma              | Me              | Gi              | Ve              | Sa              | Do              | Lu              | Ma              | Me              | Gi              | Ve              | Sa              | Do              | Lu              | Ma              | Me              | Gi              | Ve              | Sa              | Do              | Lu              | Ma              | Me              | Gi              | Ve              | Sa              | Do              |                 |
| Febbraio        | Lu              | Ma              | Me              | Gi              | Ve              | Sa              | Do              | Lu              | Ma              | Me              | Gi              | Ve              | Sa              | Do              | Lu              | Ma              | Me              | Gi              | Ve              | Sa              | Do              | Lu              | Ma              | Me              | Gi              | Ve              | Sa              | Do              |                 |                 |                 |                 |
| Marzo           | Lu              | Ma              | Me              | Gi              | Ve              | Sa              | Do              | Lu              | Ma              | Me              | Gi              | Ve              | Sa              | Do              | Lu              | Ma              | Me              | Gi              | Ve              | Sa              | Do              | Lu              | Ma              | Me              | Gi              | Ve              | Sa              | Do              | Lu              | Ma              | Me              |                 |
| Aprile          | Gi              | Ve              | Sa              | Do              | Lu              | Ma              | Me              | Gi              | Ve              | Sa              | Do              | Lu              | Ma              | Me              | Gi              | Ve              | Sa              | Do              | Lu              | Ma              | Me              | Gi              | Ve              | Sa              | Do              | Lu              | Ma              | Me              | Gi              | Ve              |                 |                 |
| Maggio          | Sa              | Do              | Lu              | Ma              | Me              | Gi              | Ve              | Sa              | Do              | Lu              | Ma              | Me              | Gi              | Ve              | Sa              | Do              | Lu              | Ma              | Me              | Gi              | Ve              | Sa              | Do              | Lu              | Ma              | Me              | Gi              | Ve              | Sa              | Do              | Lu              |                 |
| Giugno          | Ma              | Me              | Gi              | Ve              | Sa              | Do              | Lu              | Ma              | Me              | Gi              | Ve              | Sa              | Do              | Lu              | Ma              | Me              | Gi              | Ve              | Sa              | Do              | Lu              | Ma              | Me              | Gi              | Ve              | Sa              | Do              | Lu              | Ma              | Me              |                 |                 |
| Luglio          | Gi              | Ve              | Sa              | Do              | Lu              | Ma              | Me              | Gi              | Ve              | Sa              | Do              | Lu              | Ma              | Me              | Gi              | Ve              | Sa              | Do              | Lu              | Ma              | Me              | Gi              | Ve              | Sa              | Do              | Lu              | Ma              | Me              | Gi              | Ve              | Sa              |                 |
| Agosto          | Do              | Lu              | Ma              | Me              | Gi              | Ve              | Sa              | Do              | Lu              | Ma              | Me              | Gi              | Ve              | Sa              | Do              | Lu              | Ma              | Me              | Gi              | Ve              | Sa              | Do              | Lu              | Ma              | Me              | Gi              | Ve              | Sa              | Do              | Lu              | Ma              |                 |
| Settembre       | Me              | Gi              | Ve              | Sa              | Do              | Lu              | Ma              | Me              | Gi              | Ve              | Sa              | Do              | Lu              | Ma              | Me              | Gi              | Ve              | Sa              | Do              | Lu              | Ma              | Me              | Gi              | Ve              | Sa              | Do              | Lu              | Ma              | Me              | Gi              |                 |                 |
| Ottobre         | Ve              | Sa              | Do              | Lu              | Ma              | Me              | Gi              | Ve              | Sa              | Do              | Lu              | Ma              | Me              | Gi              | Ve              | Sa              | Do              | Lu              | Ma              | Me              | Gi              | Ve              | Sa              | Do              | Lu              | Ma              | Me              | Gi              | Ve              | Sa              | Do              |                 |
| Novembre        | Lu              | Ma              | Me              | Gi              | Ve              | Sa              | Do              | Lu              | Ma              | Me              | Gi              | Ve              | Sa              | Do              | Lu              | Ma              | Me              | Gi              | Ve              | Sa              | Do              | Lu              | Ma              | Me              | Gi              | Ve              | Sa              | Do              | Lu              | Ma              |                 |                 |
| Dicembre        | Me              | Gi              | Ve              | Sa              | Do              | Lu              | Ma              | Me              | Gi              | Ve              | Sa              | Do              | Lu              | Ma              | Me              | Gi              | Ve              | Sa              | Do              | Lu              | Ma              | Me              | Gi              | Ve              | Sa              | Do              | Lu              | Ma              | Me              | Gi              | Ve              |                 |